# Dallet
Dallet ist eine Commune déléguée in der französischen Gemeinde Mur-sur-Allier mit 1.161 Einwohnern (Stand: 1. Januar 2022) im Département Puy-de-Dôme in der Region Auvergne-Rhône-Alpes im Zentrum Frankreichs.  die Dalletous genannt werden.
Die Gemeinde Dallet wurde am 1. Januar 2019 mit Mezel zur Commune nouvelle Mur-sur-Allier zusammengeschlossen. Sie hat seither den Status einer Commune déléguée. Die Gemeinde Dallet gehörte zum Arrondissement Clermont-Ferrand und war Teil des Kantons Pont-du-Château.

## Geographie
Dallet liegt etwa zwölf Kilometer östlich von Clermont-Ferrand am Allier in der Limagne. Die Gemeinde Dallet wurde umgeben von den Nachbargemeinden Pont-du-Château im Norden, Vertaizon im Osten, Mezel im Süden, Cournon-d’Auvergne im Südwesten sowie Lempdes im Westen.

## Bevölkerungsentwicklung
| 1962                       | 1968 | 1975 | 1982 | 1990 | 1999 | 2006 | 2013 |
| -------------------------- | ---- | ---- | ---- | ---- | ---- | ---- | ---- |
| 834                        | 974  | 992  | 975  | 1009 | 1022 | 1271 | 1452 |
| Quellen: Cassini und INSEE |      |      |      |      |      |      |      |

## Sehenswürdigkeiten
- Metallfachwerk-Brücke über den Allier von 1899
- Reste des Oppidums Le Puy du Mur, Monument historique
- Uhrenturm
- Reste der Ortsbefestigung

## Persönlichkeiten
- Antoine Banier (1673–1741), Historiker